# Leuckartiara octona
Leuckartiara octona is een hydroïdpoliep uit de familie Pandeidae. De poliep komt uit het geslacht Leuckartiara. Leuckartiara octona werd in 1823 voor het eerst wetenschappelijk beschreven door Fleming.

## Beschrijving
Van deze soort is alleen de medusafase bekend. De bel van de poliep kan 2 cm lang worden en is hoger dan breed. De punt is wat spits. De vier radiale kanalen zijn breed en lintachtig met licht gekartelde randen. De lange tentakels groeien in paren, jonge exemplaren hebben slechts één paar tentakels. Volwassenen met 14 paren zijn waargenomen. De kwal verschijnt meestal tussen april en oktober, meestal later naarmate je verder naar het noorden gaat.

## Verdeling
Deze soort is echt kosmopolitisch, bekend van de Atlantische Oceaan en de Middellandse Zee, evenals de Indo-Pacifische Oceanen. Het kan worden gevonden op elke diepte waar de stroming het kan brengen.